# إيفز فابيان كينتانا
إيفز فابيان كينتانا (بالإسبانية: Ives Fabián Quintana)‏ هو لاعب كرة قدم أرجنتيني في مركز الهجوم، ولد في 23 ديسمبر 1983 في مندوزا في الأرجنتين. لعب مع نادي إسبولي الرياضي ‏.